# Dorothy Cavendish
Lady Dorothy Cavendish, duchessa di Portland (27 agosto 1757 – Londra, 3 giugno 1794), è stata una nobildonna inglese.

## Biografia

### Infanzia

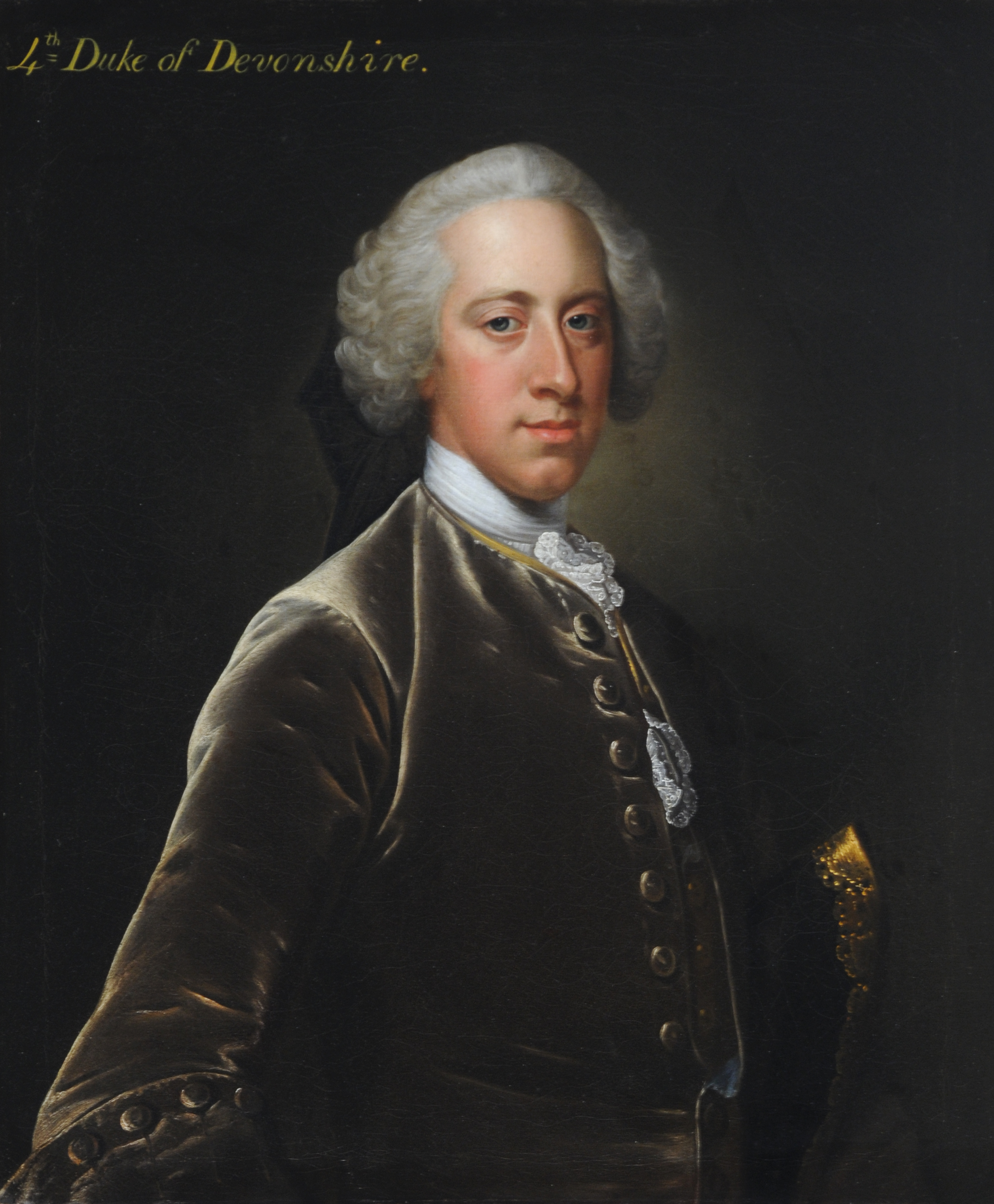
Ritratto di William Cavendish, IV duca di Devonshire di Thomas Hudson. Oggi, questo dipinto fa parte della National Trust

Era la figlia di William Cavendish, IV duca di Devonshire, e di sua moglie, Charlotte Boyle, VI baronessa Clifford.

### Matrimonio

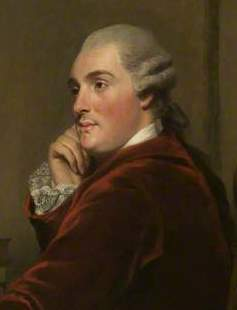
William Cavendish-Bentinck, III duca di Portland ritratto da Sir Joshua Reynolds

Sposò, l'8 novembre 1766, William Cavendish-Bentinck, III duca di Portland. Ebbero sei figli.

### Morte

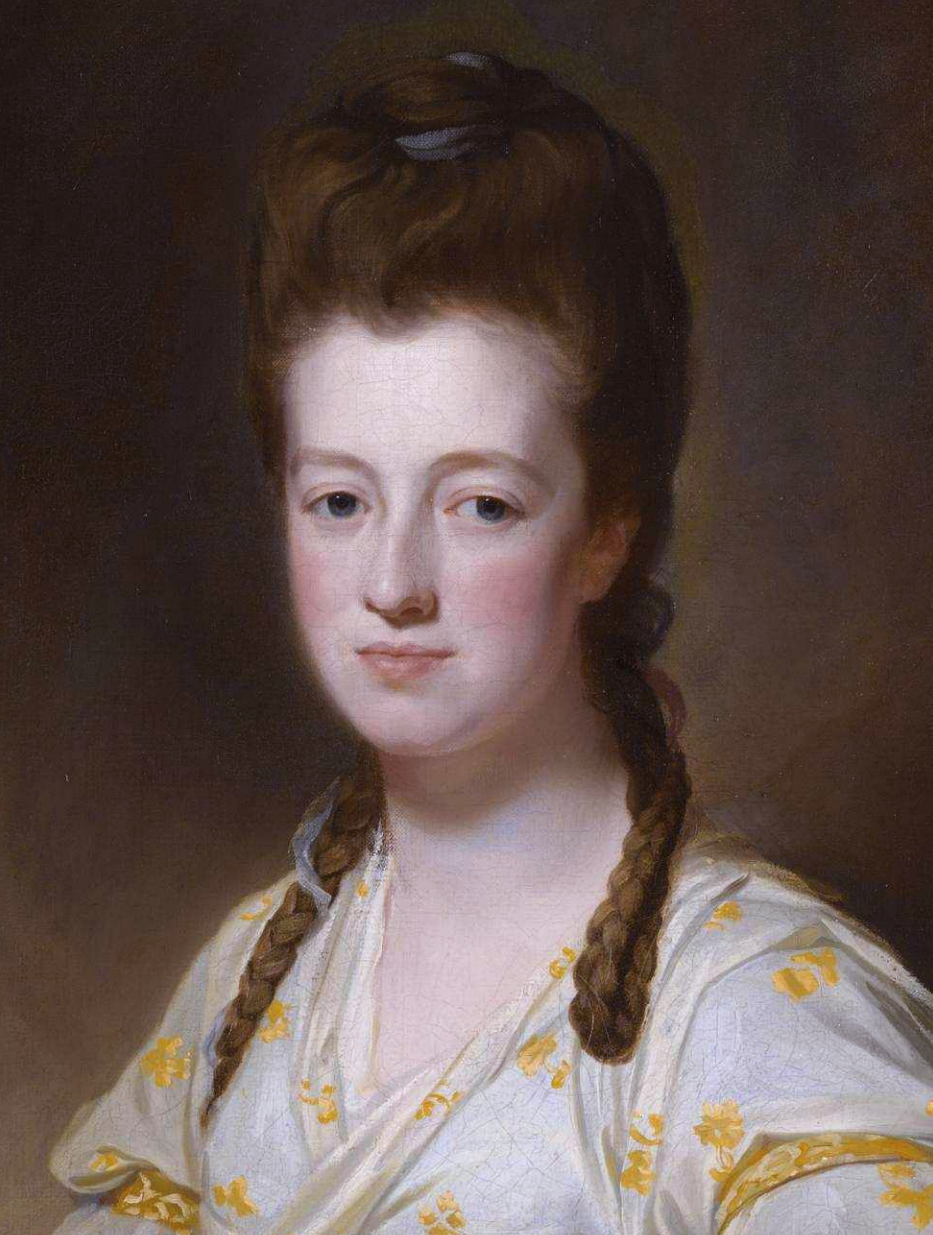
Dorothy Cavendish

Morì il 3 giugno 1794, all'età di 37 anni. È un'antenata della regina Elisabetta II.

## Discendenza
Dal matrimonio tra Dorothy e William Cavendish-Bentinck, III duca di Portland nacquero:
- William Bentinck, IV duca di Portland (24 giugno 1768-27 marzo 1854);
- Lord William Henry (14 settembre 1774-17 giugno 1839);
- Lady Charlotte (3 ottobre 1775-28 luglio 1862), sposò Charles Greville, ebbero tre figli;
- Lady Mary (13 marzo 1779-6 novembre 1843);
- Lord Charles Bentinck (3 ottobre 1780-28 aprile 1826);
- Lord Frederick (2 novembre 1781-11 febbraio 1828), sposò Mary Lowther, ebbero un figlio.

## Ascendenza
|                                                      |                                           |                                            | Genitori                                  |  |  | Nonni |  |  | Bisnonni                                    |  |  | Trisnonni                                   |  |
|                                                      |                                           |                                            |                                           |  |  |       |  |  | 8. William Cavendish, II duca di Devonshire |  |  | 16. William Cavendish, I duca di Devonshire |  |
|                                                      |                                           |                                            |                                           |  |  |       |  |  | 8. William Cavendish, II duca di Devonshire |  |  | 16. William Cavendish, I duca di Devonshire |  |
|                                                      |                                           | 17. Mary Butler                            |                                           |  |  |       |  |  | 8. William Cavendish, II duca di Devonshire |  |  |                                             |  |
| 4. William Cavendish, III duca di Devonshire         |                                           |                                            |                                           |  |  |       |  |  | 8. William Cavendish, II duca di Devonshire |  |  |                                             |  |
|                                                      |                                           | 9. Rachel Russell                          | 18. William Russell                       |  |  |       |  |  |                                             |  |  |                                             |  |
|                                                      |                                           | 9. Rachel Russell                          | 18. William Russell                       |  |  |       |  |  |                                             |  |  |                                             |  |
|                                                      |                                           | 9. Rachel Russell                          | 19. Rachel Wriothesley                    |  |  |       |  |  |                                             |  |  |                                             |  |
| 2. William Cavendish, IV duca di Devonshire          |                                           | 9. Rachel Russell                          |                                           |  |  |       |  |  |                                             |  |  |                                             |  |
|                                                      |                                           | 10. John Hoskins                           | 20. Charles Hoskins                       |  |  |       |  |  |                                             |  |  |                                             |  |
|                                                      |                                           | 10. John Hoskins                           | 20. Charles Hoskins                       |  |  |       |  |  |                                             |  |  |                                             |  |
|                                                      |                                           | 10. John Hoskins                           | 21. Anne Hale                             |  |  |       |  |  |                                             |  |  |                                             |  |
| 5. Catherine Hoskins                                 |                                           | 10. John Hoskins                           |                                           |  |  |       |  |  |                                             |  |  |                                             |  |
|                                                      |                                           | 11. Catherine Hale                         | 22. William Hale                          |  |  |       |  |  |                                             |  |  |                                             |  |
|                                                      |                                           | 11. Catherine Hale                         | 22. William Hale                          |  |  |       |  |  |                                             |  |  |                                             |  |
|                                                      |                                           | 11. Catherine Hale                         | 23. Mary Elwes                            |  |  |       |  |  |                                             |  |  |                                             |  |
| 1. Dorothy Cavendish                                 |                                           | 11. Catherine Hale                         |                                           |  |  |       |  |  |                                             |  |  |                                             |  |
|                                                      | 12. Charles Boyle, II conte di Burlington | 24. Charles Boyle, III visconte Dungarvan  |                                           |  |  |       |  |  |                                             |  |  |                                             |  |
|                                                      | 12. Charles Boyle, II conte di Burlington | 24. Charles Boyle, III visconte Dungarvan  |                                           |  |  |       |  |  |                                             |  |  |                                             |  |
|                                                      | 12. Charles Boyle, II conte di Burlington | 25. Jane Seymour                           |                                           |  |  |       |  |  |                                             |  |  |                                             |  |
| 6. Richard Boyle, III conte di Burlington            | 12. Charles Boyle, II conte di Burlington |                                            |                                           |  |  |       |  |  |                                             |  |  |                                             |  |
|                                                      |                                           | 13. Juliana Noel                           | 26. Henry Noel                            |  |  |       |  |  |                                             |  |  |                                             |  |
|                                                      |                                           | 13. Juliana Noel                           | 26. Henry Noel                            |  |  |       |  |  |                                             |  |  |                                             |  |
|                                                      |                                           | 13. Juliana Noel                           | 27. Elizabeth Wale                        |  |  |       |  |  |                                             |  |  |                                             |  |
| 3. Charlotte Elizabeth Boyle, marchesa di Hartington |                                           | 13. Juliana Noel                           |                                           |  |  |       |  |  |                                             |  |  |                                             |  |
|                                                      |                                           | 14. William Savile, II marchese di Halifax | 28. George Savile, I marchese di Halifax  |  |  |       |  |  |                                             |  |  |                                             |  |
|                                                      |                                           | 14. William Savile, II marchese di Halifax | 28. George Savile, I marchese di Halifax  |  |  |       |  |  |                                             |  |  |                                             |  |
|                                                      |                                           | 14. William Savile, II marchese di Halifax | 29. Dorothy Spencer                       |  |  |       |  |  |                                             |  |  |                                             |  |
| 7. Dorothy Savile                                    |                                           | 14. William Savile, II marchese di Halifax |                                           |  |  |       |  |  |                                             |  |  |                                             |  |
|                                                      |                                           | 15. Mary Finch                             | 30. Daniel Finch, VII conte di Winchilsea |  |  |       |  |  |                                             |  |  |                                             |  |
|                                                      |                                           | 15. Mary Finch                             | 30. Daniel Finch, VII conte di Winchilsea |  |  |       |  |  |                                             |  |  |                                             |  |
|                                                      |                                           | 15. Mary Finch                             | 31. Essex Rich                            |  |  |       |  |  |                                             |  |  |                                             |  |
|                                                      |                                           | 15. Mary Finch                             |                                           |  |  |       |  |  |                                             |  |  |                                             |  |